# Críticas a Microsoft
Las críticas a Microsoft han seguido varios aspectos de sus productos y prácticas empresariales. Asuntos sobre la facilidad de uso, fiabilidad, y seguridad del software de la compañía son objetivos comunes para críticos. En la década de los 2000, un número de percances con el malware provocó fallos de seguridad en Windows y otros productos.
La compañía ha sido tema de numerosos pleitos, traídos por varios gobiernos y por otras compañías por monopolio. En 2004, la Unión Europea declaró culpable a Microsoft en el caso de competencia de Microsoft a la Unión Europea, y recibió una multa de 899 millones de euros.

## Lazos con Inmigración y Aduanas
El 14 de septiembre de 2019, las Insignias de Microsoft estuvieron cerradas por protestantes parte de una acción directa organizada por Close the Camps NYC. La acción era en respuesta del contrato con Inmigración de EE.UU. y Aplicación de Aduana (ICE por sus siglas en inglés) de 19,4 millones de dólares.  La relación de Microsoft con la agencia de aplicación de la inmigración estuvo revelada por el ejecutivo Tom Keane, a través de un correo de blog de la compañía que describe el uso de ICE para el almacenamiento en la nube de alta seguridad de la compañía Azure Government. Continuó diciendo que la compañía está "orgullosa de apoyar" el trabajo de ICE Microsoft ha declarado que "no está trabajando con el gobierno de EE.UU. en cualquier proyecto relacionado con separar niños de sus familias en la frontera."

## Lazos militares
En febrero de 2019, algunos de los empleados de Microsoft protestaron por las ganancias de guerra de la compañía de un contrato de 480 millones de dólares para desarrollar auriculares de realidad aumentada para el Ejército de los Estados Unidos.

## Dependencia de un proveedor
Desde su inicio, Microsoft se definió como una compañía de plataformas y entendió la importancia de atraer programadores de terceros. Lo hizo al proporcionar herramientas de desarrollo, capacitación, acceso a API propietarias en versiones anteriores y programas de socios. Aunque la ubicuidad resultante del software de Microsoft permite que un usuario se beneficie de los efectos de la red, los críticos e incluso el propio Microsoft denuncian lo que consideran una estrategia de "adopción, extensión y extinción" de agregar características patentadas a los estándares abiertos o sus implementaciones de software, utilizando así su dominio del mercado para obtener la propiedad no oficial de los estándares "extendidos".
El software de Microsoft es también presentado como "elección" segura para los directores que adquieren sistemas de software. En una nota interna para la alta gerencia, el jefe de desarrollo de C++ de Microsoft, Aaron Contorer, declaró:

La API de Windows es tan amplia, tan profunda y tan funcional que la mayoría de proveedores de software independientes estaría loco por no usarla. Y está tan profundamente incrustado en el código fuente de muchas aplicaciones de Windows que en su lugar hay un costo de cambio enorme por usar un sistema operativo diferente (...) Es este costo de cambio lo que ha dado a los clientes la paciencia para seguir con Windows en todos nuestros errores, nuestros controladores con errores, nuestro alto TCO (coste total de propiedad), nuestra falta de una visión sexy a veces y muchas otras dificultades (...) Los clientes evalúan constantemente otras plataformas de escritorio, pero lo haría será tanto trabajo para moverse que esperan que solo mejoremos Windows en lugar de obligarlos a moverse. En resumen, sin esta franquicia exclusiva llamada API de Windows, hubiéramos muerto hace mucho tiempo.

Más recientemente, Microsoft tuvo una especificación OOXML aprobada por el organismo de estándares ISO de una manera consistente con los intentos anteriores de controlar los estándares.
Con el lanzamiento de Windows 8, Microsoft comenzó a requerir que los dispositivos OEM se envíen con el firmware del sistema UEFI, configurado de manera predeterminada para permitir solo la ejecución de binarios del sistema operativo firmados digitalmente por Microsoft (arranque seguro UEFI). Se plantearon preocupaciones de que este requisito obstaculizaría el uso de sistemas operativos alternativos como Linux . En una publicación sobre el arranque seguro en el blog Building Windows 8, el desarrollador de Microsoft Tony Mangefeste indicó que los proveedores proporcionarían medios para personalizar el arranque seguro, afirmando que "Al final del día, el cliente tiene el control de su PC. La filosofía de Microsoft es proporcionar a los clientes la mejor experiencia primero y permitirles tomar decisiones ellos mismos ". Como tal, se exigió a los proveedores que proporcionaran medios para que los usuarios reconfiguraran o deshabilitaran el arranque seguro (aunque los dispositivos que ejecutan Windows RT, una variación de Windows 8 para la arquitectura ARM, han bloqueado el firmware donde no se puede deshabilitar). No se hace ningún mandato con respecto a la instalación de certificados de terceros que permitirían ejecutar programas alternativos.

## Cumplimiento de derechos de autor
Cuando Microsoft descubrió que su primer producto, Altair BASIC, estaba sujeto a una copia no autorizada generalizada, el fundador de Microsoft, Bill Gates, escribió una carta abierta a los aficionados que acusó abiertamente a muchos aficionados de robar software. La carta de Gates provocó muchas respuestas, algunos aficionados se opusieron a la acusación general y otros apoyaron el principio de compensación. Este desacuerdo sobre si el software debe ser propietario continúa hasta el día de hoy bajo el estándar del movimiento del software libre, y Microsoft caracteriza el software libre lanzado bajo los términos de la GPL como "potencialmente viral" y la propia Licencia Pública General GNU como una "licencia viral que infecta el software propietario y obliga a su desarrollador a tener que liberar la fuente propietaria al público."
Los documentos de Halloween, notas internas de Microsoft que se filtraron a la comunidad de código abierto a partir de 1998, indican que algunos empleados de Microsoft perciben el software de "código abierto", en particular Linux, como una amenaza creciente a largo plazo para la posición de Microsoft en la industria del software. Los documentos de Halloween reconocieron que partes de Linux son superiores a las versiones de Microsoft Windows disponibles en ese momento, y esbozaron una estrategia de "descontaminación de protocolos y aplicaciones". Microsoft declaró en su Informe Anual del 2006 que era acusado en al menos 35 demandas por infracción de patentes. Los gastos de litigio de la compañía para abril de 2004 hasta marzo de 2007 superan los 4,3 mil millones de dólares: 4 mil millones en pagos y 300 millones en honorarios legales.
Otra preocupación de los críticos es que Microsoft puede estar utilizando la distribución de software de origen compartido para obtener nombres de desarrolladores que han estado expuestos al código de Microsoft, ya que algunos creen que algún día estos desarrolladores podrían ser objeto de demandas si alguna vez participaran en el desarrollo de productos competidores. Este problema se aborda en documentos publicados de varias organizaciones, incluida la American Bar Association y la Open Source Initiative.
A partir de la década de 1990, Microsoft fue acusado de mantener API ocultas o secretas: interfaces con el software de su sistema operativo que deliberadamente mantiene indocumentado para obtener una ventaja competitiva en sus productos de software de aplicación. Los empleados de Microsoft siempre lo han negado, afirman que los desarrolladores de aplicaciones dentro y fuera de Microsoft realizaron ingeniería inversa de versiones de DOS y Windows de 16 bits sin ninguna ayuda interna, creando problemas de soporte heredados que superaron con creces cualquier supuesto beneficio para Microsoft. En respuesta a las órdenes judiciales, Microsoft ha publicado interfaces entre componentes de su software de sistema operativo, incluidos componentes como Internet Explorer, Active Directory y Windows Media que se venden como parte de Windows pero compiten con el software de aplicación. 
El 10 de octubre de 2018, Microsoft se unió a la comunidad Open Invention Network a pesar de tener más de 60 mil patentes.

## Acuerdos de licencia
Una queja común proviene de aquellos que desean comprar una computadora que generalmente viene preinstalada con Windows sin una copia de Windows preinstalada y sin pagar extra por la licencia, ya sea para poder usar otro sistema operativo o porque una licencia fue ya adquirido en otros lugares, como a través del programa MSDN Academic Alliance Microsoft alienta a los fabricantes de equipos originales (OEM) a suministrar computadoras con Windows preinstalado presentando su dominio en la venta de computadoras y argumentando que los consumidores se benefician al no tener que instalar un sistema operativo. Debido a que el precio de la licencia varía según los descuentos otorgados al OEM y a que no hay una computadora similar que el OEM ofrezca sin Windows, no hay una forma inmediata de determinar el monto del reembolso. En 2009, Microsoft declaró que siempre ha cobrado a los OEM alrededor de 50 dólares por una licencia de Windows en una computadora de mil.
Si bien es posible obtener una computadora sin sistemas operativos, prácticamente todos los grandes proveedores de computadoras continúan agrupando Microsoft Windows con la mayoría de las computadoras personales en sus rangos. Los aumentos en el precio de una computadora como resultado de la inclusión de una licencia de Windows han sido llamados "impuestos de Windows" o "impuestos de Microsoft" por los usuarios de computadoras opuestos. Hallazgos del caso antimonopolio de Microsoft de 1998 en los Estados Unidos estableció que "una de las formas en que Microsoft combate la piratería es aconsejando a los OEM que se les cobrará un precio más alto por Windows a menos que limiten drásticamente la cantidad de PC que venden sin un sistema operativo preinstalado. En 1998, todos los principales fabricantes de equipos originales aceptaron esta restricción. Microsoft también evaluó una vez las tarifas de licencia en función de la cantidad de computadoras que vendió un OEM, independientemente de si se incluía una licencia de Windows; Microsoft se vio obligado a finalizar esta práctica debido a un decreto de consentimiento. En 2010, Microsoft declaró que sus acuerdos con los OEM para distribuir Windows no son exclusivos, y los OEM son libres de distribuir computadoras con un sistema operativo diferente o sin ningún sistema operativo.
Microsoft no proporciona reembolsos por licencias de Windows vendidas a través de un OEM, incluidas las licencias que vienen con la compra de una computadora o que están preinstaladas en ella.
De acuerdo con el Acuerdo de Licencia de Usuario Final de Microsoft para Windows 7, el fabricante del hardware determina la capacidad de recibir un reembolso por el sistema operativo:

Al utilizar el software, acepta estos términos. Si no los acepta, no use el software. En su lugar, comuníquese con el fabricante o instalador para determinar su política de devolución. Debe cumplir con esa política, que podría limitar sus derechos o exigirle que devuelva todo el sistema en el que está instalado el software.
Términos de Licencia del Software de Microsoft: Windows 7 Profesional

Acer Inc. tiene la política de exigir al cliente que devuelva los artículos a su cargo, y el saldo recibido por el cliente puede ser tan bajo como 30 €. En otros casos, los proveedores han pedido que los clientes que soliciten reembolsos firmen acuerdos de confidencialidad.
Las versiones anteriores de Microsoft Windows tenían diferentes términos de licencia con respecto a la disponibilidad de un reembolso para Windows:

Al utilizar el software, acepta estos términos. Si no los acepta, no use el software. En su lugar, comuníquese con el fabricante o instalador para determinar su política de devolución para un reembolso o crédito.
Términos de Licencia del Software de Microsoft para Windows Vista Home Básico, Home Premium y últimas versiones

Según el idioma actualizado, los proveedores se negaron a emitir reembolsos parciales para las licencias de Windows, lo que exigió que se devolviera la computadora por completo. En algunos países, esta práctica se ha considerado una violación de la ley de protección al consumidor.
Además, el EULA para Windows Vista fue criticado por ser demasiado restrictivo.

## Litigio
El dominio del mercado y las prácticas comerciales de Microsoft han atraído un resentimiento generalizado, que no se limita necesariamente a los competidores de la compañía. En una publicación de 2003, Dan Geer argumentó que la prevalencia de los productos de Microsoft ha resultado en un monocultivo que es peligrosamente fácil de explotar para los virus.

## Prácticas laborales

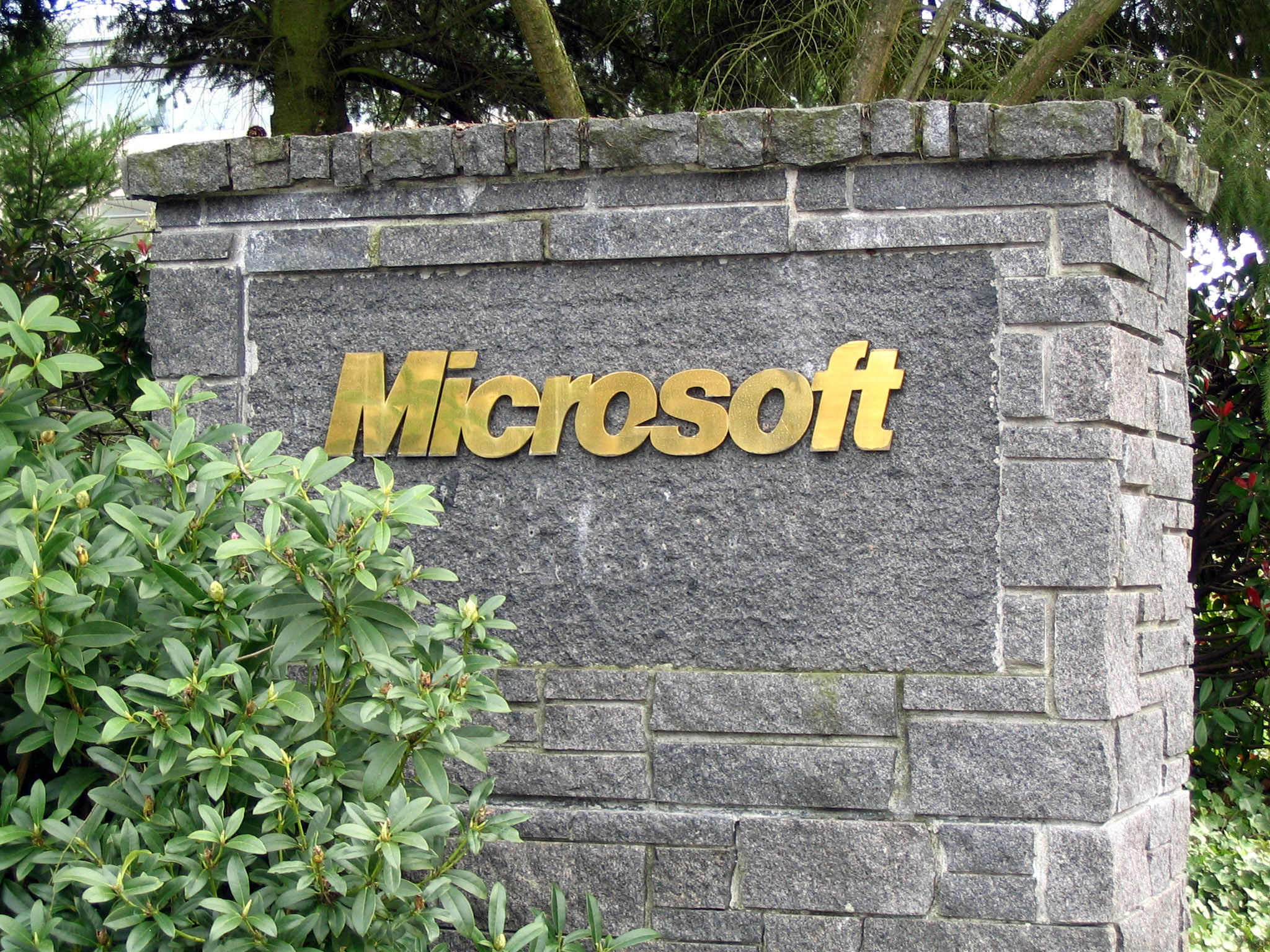
La entrada a Microsoft Redmond campus en Redmond, Washington.

Microsoft ha sido criticado por el uso de empleados temporales (empleados durante años como "temporales" y, por lo tanto, sin beneficios médicos), el uso de tácticas de retención forzada, donde los empleados que salen serán demandados para evitar la salida, así como los costos más tradicionales, además de medidas de ahorro, que van desde reducir los beneficios médicos hasta no proporcionar toallas en los vestuarios de la empresa.
Históricamente, Microsoft también ha sido acusado en muchos casos de hacer trabajar en exceso a los empleados, lo que lleva al agotamiento a los pocos años de unirse a la empresa. A menudo se hace referencia a la compañía como "Velvet Sweatshop", un término que se originó en un artículo del Seattle Times de 1989, y luego fue utilizado para describir la compañía por algunos de los propios empleados de Microsoft. Esta caracterización se deriva de la percepción de que Microsoft proporciona casi todo para sus empleados en un lugar conveniente, pero a su vez los trabaja en exceso hasta un punto en el que sería malo para su salud (posiblemente a largo plazo). Por ejemplo, las cocinas tienen bebidas gratis y muchos edificios incluyen salas de ejercicios y duchas. Sin embargo, la compañía ha sido acusada de intentar mantener a los empleados en la compañía durante horas excesivamente largas y hacerles trabajar demasiado. Esto se detalla en varios libros sobre Microsoft, incluido Hard Drive: Bill Gates y Making of the Microsoft Empire[cita requerida]. 
En 1992, se entabló una demanda estatal contra Microsoft en representación de 8558 empleados actuales y anteriores que habían sido clasificados como "temporales" y "independientes", y se conocieron como Vizcaino v. Microsoft En 1993, la demanda se convirtió en una demanda colectiva federal de los Estados Unidos en el Tribunal de Distrito de los Estados Unidos, Distrito Oeste de Washington en Seattle, con el número C93-178C. El acuerdo final llegó en 2005. El caso se decidió sobre la base (definida por el IRS) de que tales empleados temporales tenían sus trabajos definidos por Microsoft, trabajaron junto a los empleados regulares haciendo el mismo trabajo y trabajaron a largo plazo. Después de una serie de reveses judiciales que incluyen tres reversiones en la apelación, Microsoft resolvió la demanda por 97 millones de dólares. 
Un efecto secundario de esa demanda es que ahora los empleados contratados no pueden participar en eventos de moral del equipo y otras actividades que podrían interpretarse como "empleados". También están limitados a contratos de 18 meses y deben retirarse después de ese tiempo durante 6 meses antes de regresar bajo contrato. 
Microsoft es el mayor usuario corporativo estadounidense de visas de trabajadores invitados H-1B y se ha unido a otras grandes empresas de tecnología como Google en el cabildeo reciente por restricciones de visas H-1B más flexibles.
Jesse Jackson cree que Microsoft debería contratar más minorías y mujeres. Jackson ha instado a otras compañías a diversificar su fuerza laboral. Él cree que Microsoft hizo algunos progresos cuando nombró a dos mujeres para su junta directiva en 2015.

## Publicidad y Relaciones Públicas
Los críticos han alegado que Microsoft ha utilizado fondos para obtener el apoyo de grupos de expertos y organizaciones comerciales como la Institución Alexis de Tocqueville (AdTI), el Instituto Independiente y Americans for Technology Leadership (ATL). Durante el caso antimonopolio Estados Unidos contra Microsoft, ATL envió una encuesta a 19 fiscales generales del estado para demostrar que "el público cree que los AG estatales deberían dedicar su energía a otras causas además de Microsoft". También durante el caso, el Independent Institute publicó anuncios de página completa en The New York Times y The Washington Post defendiendo a Microsoft, que luego se reveló que financió la campaña publicitaria. El instituto publicó Winners, Losers y Microsoft: Competition and Antitrust in High Technology poco después.
En junio de 2002, el AdTI publicó rápidamente un informe, discutido bajo el argumento de que era una versión borrador, que contenía críticas al modelo copyleft y la Licencia Pública General GNU. Un comunicado de prensa de mayo de 2002 para el informe indicaba que contendría argumentos que sugieran que los gobiernos podrían ser amenazados por piratas informáticos y terroristas (que podrían estudiar vulnerabilidades potenciales debido a la disponibilidad de la fuente) si utilizara software de código abierto . Sin embargo, el borrador no contenía referencias a estos temas. El fundador de Open Source Initiative (OSI) Bruce Perens sintió que el informe tenía "las patas de Microsoft por todas partes". Microsoft argumentó que su financiamiento era para las operaciones de AdTI en su conjunto, y que no era relevante para ninguna investigación específica de la organización. 
"Champagne", un anuncio de televisión británico de 2002 para Xbox, recibió 136 quejas de los televidentes ante la Comisión de Televisión Independiente (ITC) por su contenido. El anuncio presentaba a un bebé recién nacido que era lanzado fuera de su madre, envejeciendo mientras vuela por el aire y chocando contra una lápida. Contenía el lema "La vida es corta, juega más". El anuncio fue prohibido en la televisión por el ITC, que lo consideró "ofensivo, impactante y de mal gusto", señalando quejas que citan los temas de muerte del anuncio y la "experiencia traumática" que la persona enfrentaba en el anuncio.
En agosto de 2004, la Autoridad de Estándares de Publicidad (ASA, por sus siglas en inglés) ordenó a Microsoft que publicara anuncios en Gran Bretaña que afirmaban que el costo total de propiedad de los servidores Linux era diez veces mayor que el de Windows Server 2003. La comparación incluyó el costo del hardware y puso a Linux en desventaja al instalarlo en hardware más costoso pero de menor rendimiento en comparación con el utilizado para Windows.
El 22 de enero de 2007, Rick Jelliffe afirmó en su blog que un empleado de Microsoft le ofreció pagarle para hacer correcciones en los artículos de Wikipedia en inglés sobre Office Open XML. La portavoz de Microsoft, Catherine Brooker, expresó la creencia de que el artículo había sido "fuertemente redactado" por empleados de IBM que apoyaban el formato rival OpenDocument, aunque no proporcionó evidencia específica. El empresario de Internet y fundador de la Fundación Wikimedia, Jimmy Wales, describió la oferta de Microsoft como poco ética.
En 2009, se descubrió que una foto en la versión polaca del sitio web de productividad empresarial de Microsoft, que representaba a tres personas de diversas razas durante una reunión de oficina, había sido editada para reemplazar la cabeza de un hombre afroamericano con la de un caucásico, mientras que tampoco se puede editar la mano de la persona para que coincida con el color de la piel diferente. Microsoft se disculpó y eliminó rápidamente la imagen.
En 2011, Moneylife.in alegó que dos "comentarios anónimos que impulsaban su producto", uno de un empleado de Nokia y otro de un empleado de Microsoft, se publicaron en su revisión del Nokia Lumia 800, que se basó únicamente en las "especificaciones técnicas" y el crítico "no había puesto un dedo en el teléfono". En conclusión, Charles Arthur argumentó:  

"Nadie ha salido bien del episodio. Sapkale fue acusado de romper la política de privacidad de su propio sitio al publicar la dirección IP y las direcciones de correo electrónico de los comentaristas, mientras que el hecho de que el dúo no declarara ningún interés parecía, en el mejor de los casos, astroturfing".

En 2014, los detalles sobre una asociación entre Machinima.com y Microsoft salieron a la luz con respecto a una campaña de marketing para Xbox One. Machinima ofrecería a algunos de sus usuarios 3 dólares por cada mil visitas si el usuario mostrara 30 segundos de un juego de Xbox One y mencionara el sistema por su nombre. Surgió la controversia cuando se informó que, según los términos de la promoción, a los participantes no se les permitió revelar que se les estaba pagando por dichos endosos, lo que Ars Technica dijo que estaba en conflicto con las regulaciones de la FTC que requieren que los destinatarios divulguen por completo cuando ocurren tales acciones. Machinima declaró que la cláusula de confidencialidad solo se aplicaba a los términos del acuerdo, y no a la existencia del acuerdo, y Microsoft finalizó la promoción y ordenó a Machinima que agregara revelaciones a los videos involucrados. En septiembre de 2015, Machinima llegó a un acuerdo con la FTC sobre los cargos de que la campaña publicitaria no cumplió con las pautas de aprobación de la FTC; que decidió no tomar medidas contra Microsoft, ya que ya tiene "políticas y procedimientos diseñados para prevenir tales fallas".

## Lista negra de periodistas
John C. Dvorak dijo que en la década de 1980, Microsoft clasificó a los periodistas como "Okay", "Sketchy" o "Needs Work" y apuntó a periodistas de "Needs Work" en un intento de terminarlos. Dvorak dijo que se le negó información sobre Windows porque estaba en una lista negra. Mary Jo Foley declaró que le negaron entrevistas con el personal de Microsoft durante varios años después de la publicación de una historia basada en un memorando que describe la cantidad de errores en Windows 2000 en el lanzamiento.  

## Censura en China
Microsoft (junto con Google, Yahoo, Cisco, AOL, Skype y otras compañías) ha cooperado con el gobierno chino en la implementación de un sistema de censura de Internet. Defensores de los derechos humanos como Human Rights Watch y grupos de medios como Reporteros sin Fronteras criticaron a las compañías, señalando por ejemplo que es "irónico que las compañías cuya existencia depende de la libertad de información y expresión hayan asumido el papel de censor".

## Problemas de privacidad

### Colaboración con la NSA en vigilancia de internet
Microsoft fue la primera compañía en participar en el programa de vigilancia PRISM, según los documentos filtrados por la NSA obtenidos por The Guardian y The Washington Post en junio de 2013, y reconocidos por funcionarios del gobierno tras la filtración. El programa autoriza al gobierno a acceder secretamente a datos de ciudadanos no estadounidenses alojados por compañías estadounidenses sin una orden judicial. Microsoft ha negado participación en dicho programa.
En julio de 2013, The Guardian explicó que los documentos filtrados muestran que:   
- Microsoft ayudó a la NSA a eludir su cifrado para interceptar chats web en Outlook y le dio acceso sin cifrar a Outlook y al correo electrónico de Hotmail .
- Microsoft proporcionó a la NSA acceso a los datos de los usuarios en su servicio de almacenamiento en la nube OneDrive (anteriormente SkyDrive).
- Después de que Microsoft compró Skype, la NSA triplicó la cantidad de videollamadas de Skype que se recogieron a través de PRISM.[86]

En un comunicado, Microsoft dijo que "proporcionan datos de los clientes solo en respuesta a procesos legales".

### Telemetría y recolección de datos.
Windows 10 fue criticado desde el inicio por tener configuraciones predeterminadas que envían información variada sobre los comportamientos de los usuarios a Microsoft y sus "socios de confianza", como datos sobre contactos de usuarios y eventos de calendario (para optimizar la entrada de texto y voz), datos de ubicación e historial, "telemetría" (datos de diagnóstico que utiliza Microsoft para ayudar a mantener y optimizar el sistema operativo; esto no se puede desactivar por completo en las versiones no empresariales de Windows 10), un "ID publicitario", así como otros datos cuando el asistente de Cortana está habilitado por completo.
Microsoft se enfrentó a las críticas de la comisión de protección de datos de Francia y la Unión Europea por sus prácticas con respecto a Windows 10. En las iteraciones posteriores del sistema operativo, Microsoft ha aclarado sus políticas de recopilación de datos e hizo que su experiencia inmediata proporcione información más clara sobre la configuración de privacidad de Windows y los efectos que tienen en la experiencia general del usuario. Microsoft también simplificó sus opciones de "telemetría" para que solo constaran de los modos "Básico" y "Completo", y redujo la cantidad de información del sistema recopilada en el modo "Básico".
En noviembre de 2018, el gobierno holandés emitió un informe que indica que las implementaciones de telemetría en Office 365 violaron el Reglamento General de Protección de Datos de la UE (GDPR). En julio de 2019, la empresa encargada de investigar los riesgos de privacidad informó que Microsoft había abordado adecuadamente estos problemas en Office 365 ProPlus, mientras que las otras preocupaciones aún permanecían.

## Periodismo robot
En mayo de 2020, Microsoft anunció que varios de sus periodistas contratados por MSN serían reemplazados por un robot, lo que provocaría críticas sobre qué historias se mostrarían y su calidad.

## Prohibición de Xbox Live sobre el uso de la palabra "gay"
Microsoft ha sido criticado por su actitud hacia la homosexualidad y Xbox Live. Los usuarios no pueden usar la cadena "gay" en un gamertag (incluso en un contexto no homosexual, por ejemplo, como parte de un apellido), o referirse a la homosexualidad en su perfil (incluida la autoidentificación como tal), como la compañía considera este "contenido de naturaleza sexual" u "ofensivo" para otros usuarios y, por lo tanto, inadecuado para el servicio. Después de prohibir a 'Teresa', una jugadora lésbica que había sido acosada por otros usuarios por ser homosexual, un alto miembro del equipo de Xbox Live, Stephen Toulouse, ha aclarado la política, afirmando que "la expresión de cualquier orientación sexual no está permitido en gamertags "pero que están" examinando cómo podemos proporcionarlo de una manera que no sea mal utilizada". GLAAD también intervino en la controversia, apoyando los pasos que Microsoft ha tomado a lo largo de los años para involucrar a la comunidad LGBT.

### Discusiones de las prácticas comerciales de Microsoft
- Disección de Microsoft: analiza las prácticas comerciales y el software de Microsoft
- "El impuesto de Microsoft" - por Linux Information Project (LINFO)
- Preguntas frecuentes sobre el caso antimonopolio de Microsoft por The Center for the Advancement of Capitalism
- Respuesta de Novell / SuSE a la carta de Steve Ballmer a la comunidad Linux

### Linux versus Windows
- Estudio: Linux sigue siendo más barato que Windows (PCworld.com) (enlace roto disponible en Internet Archive; véase el historial, la primera versión y la última).

### Comentarios de usuarios
- El testimonio de un profesional de TI sobre las caídas del software de Microsoft

### Medios relacionados
- Windows colapsando bajo su propio peso Archivado el 8 de febrero de 2009 en Wayback Machine.

- Datos: Q370335